# Kloster Wrchlab
Das Kloster Wrchlab (auch Kloster Heinrichsau; lateinisch Cella Wrchlabiensis auch Cella sancte Marie in Albea seu Wrchlab olim Heynrichs; tschechisch Klášter Heinrichow) war ein Benediktinerkloster an der Oberen Elbe in Ostböhmen. Es wurde vermutlich vor 1250 als Filiation des elbabwärts gelegenen Klosters Opatowitz gegründet und erlosch in den Hussitenkriegen.

## Geschichte
Über das Kloster Wrchlab sind nur wenige Nachrichten überliefert. Auch ist nicht belegt, wo genau es sich befand. Die Annahme, dass es sich wegen seines Namens in Wrchlabi/Hohenelbe befunden haben muss, wird von der neueren Forschung abgelehnt. Vermutlich lag es zwischen Klášterská Lhota, dessen älterer Name „Heinrichow“ bzw. „Heinrichsau“ gelautet haben soll, und dem elbabwärts liegenden Gutsmuts (Dobrá Mysl). Auch „Mönchsdorf“, wie die deutsche Bezeichnung von Klášterská Lhota lautet, deutet darauf hin, dass sich dort ein Kloster befunden haben wird oder es zu einem Kloster gehörte.
Die bisher älteste bekannte urkundliche Erwähnung der „Propstei Wrchlab“ enthält eine Urkunde des Prager Erzbischofs Ernst von Pardubitz vom 4. Juli 1348. Sie wurde von Papst Clemens VI. 1349 konfirmiert und ist in den Registerbüchern der Apostolischen Kanzlei erhalten geblieben. Aus der Urkunde geht hervor, dass das Kloster der hl. Maria geweiht war („cella sancte Marie in Albea seu Wrchlab olim Heynrichs“) und dem Mutterkloster Opatowitz unterstand. Zudem wird in der Urkunde erwähnt, dass das Kloster unter einem großen Mangel an Einkünften zu leiden hatte und deshalb nur wenige Mönche zählte. Dadurch kam es auch zu einem häufigen Wechsel der Pröpste und zu Nachlässigkeiten in der Klosterordnung. Im Einverständnis mit dem Opatowitzer Abt Jan Neplach verfügte Erzbischof Ernst, dass der damalige Wrchlaber Propst Leo nur bei Vorliegen eines wichtigen Grundes abberufen werden dürfe. Zugleich verfügte er, dass sich in Wrchlab stets sieben Ordensmitglieder, fünf Priester und drei Laienbrüder aufhalten sollen. Die Dienste, die sie zu verrichten hatten, wurden genau festgelegt. 1349 verfügte Abt Neplach, dass die Mönche das Kloster nur mit Erlaubnis des Propstes verlassen dürfen. Da das Kloster Wrchlab/Heinrichsau bis dahin ohne Grundbesitz war, musste Abt Neplach dem Wrchlaber Propst das Dorf Benátky mitsamt den dortigen Abgaben übertragen. Nachfolgend gelangte das Kloster an einen zusammenhängenden Grundbesitz an der Oberen Elbe.
Zu Beginn der Hussitenkriege erlosch die Propstei Wrchlab. Wahrscheinlich wurde das Kloster bereits 1421 durch die Besitzer der benachbarten Herrschaft Arnau, die Brüder Johann und Hynek Kruschina von Lichtenburg zerstört; ältere Quellen geben eine Zerstörung durch Jan Žižka im Jahre 1424 an. Da in dieser Zeit auch das Mutterkloster vernichtet worden war, wurde das Kloster Wrchlab/Heinrichsau nicht wieder aufgebaut.

## Besitzungen der Propstei Wrchlab
Die zur Propstei Wrchlab zusammengeschlossenen Dörfer ergeben sich erst aus einer Urkunde, die nach der Zerstörung des Klosters ausgestellt wurde, als König Sigismund 1436 dem Adligen Hynek Kruschina von Lichtenburg, dem damals die Herrschaft Arnau gehörte, die ehemals zum Kloster Wrchlab gehörigen Dörfer an der Oberen Elbe verpfändete. Es ist möglich, dass sich Hynek diese Dörfer, die einen zusammenhängenden Grundbesitz bildeten, schon vorher angeeignet hatte.
Zur Propstei Wrchlab gehörten die Dörfer:
- Mönchsdorf
- Čistá (zwischen 1380 und 1390 erworben)
- Kalná (jetzt Horní Kalná und Dolní Kalná), wurde 1372 erworben und der Kauf von König Karl IV. genehmigt.
- ein Meierhof bei Arnau
- Pelsdorf
- Slemen (Slemeno)
- Ždirnitz (Serenz), bestehend aus Přední Ždírnice (Vorder Serenz) und Zadní Ždírnice (Hinter Serenz)
- sowie ein Untertan in Borownitz.